# Foot-Ball Club Juventus 1922-1923
Questa voce raccoglie le informazioni riguardanti la Foot-Ball Club Juventus nelle competizioni ufficiali della stagione 1922-1923.

## Stagione
Nasce il sodalizio del Foot-Ball Club Juventus con la famiglia Agnelli il 24 luglio 1923.

## Divise
| Casa | 1ª portiere | 2ª portiere |

## Rosa
| N. |                   | Ruolo | Calciatore           |
| -- | ----------------- | ----- | -------------------- |
|    | Italia (bandiera) | P     | Emilio Barucco       |
|    | Italia (bandiera) | P     | Gianpiero Combi      |
|    | Italia (bandiera) | D     | Antonio Bruna        |
|    | Italia (bandiera) | D     | Guido Gianfardoni    |
|    | Italia (bandiera) | D     | Osvaldo Novo         |
|    | Italia (bandiera) | D     | A. Valenzano         |
|    | Italia (bandiera) | C     | Giuseppe Accusani    |
|    | Italia (bandiera) | C     | Barale II            |
|    | Italia (bandiera) | C     | Bigatto I (capitano) |
|    | Italia (bandiera) | C     | Giuseppe Grabbi      |
|    | Italia (bandiera) | C     | Marchi II            |
|    | Italia (bandiera) | C     | Mazza II             |

| N. |                   | Ruolo | Calciatore         |
| -- | ----------------- | ----- | ------------------ |
|    | Italia (bandiera) | C     | Giuseppe Monticone |
|    | Italia (bandiera) | C     | Piero Gilli        |
|    | Italia (bandiera) | A     | Carlo Ansermino    |
|    | Italia (bandiera) | A     | Renato Beccuti     |
|    | Italia (bandiera) | A     | Francesco Blando   |
|    | Italia (bandiera) | A     | Pio Ferraris       |
|    | Italia (bandiera) | A     | Luigi Ferrero      |
|    | Italia (bandiera) | A     | Gaetano Gallo      |
|    | Italia (bandiera) | A     | Giuseppe Giriodi   |
|    | Italia (bandiera) | A     | Federico Munerati  |
|    | Italia (bandiera) | A     | Cesare Sereno      |

## Risultati

### Prima Divisione

#### Girone d'andata
| Arbitro: | Tradico (Milano) |

|            |           |                 |
| Crotti 41’ | Marcatori | 75’, 80’ Blando |

| Arbitro: | Bistoletti (Milano) |

|                         |           |  |
| Pienovi 15’ Robotti 55’ | Marcatori |  |

| Arbitro: | Terzolo (Genova) |

|                                     |           |  |
| Ferraris 15’, 24’, 90+1’ Blando 71’ | Marcatori |  |

| Torino 5 novembre 1922 4ª giornata | Juventus        | 0 – 0 referto | Spezia | Campo Juventus\| Arbitro: \| Trezzi (Milano) \| |
| Arbitro:                           | Trezzi (Milano) |               |        |                                                 |

| Arbitro: | A. Gama (Milano) |

|  |           |              |
|  | Marcatori | 60’ Ferraris |

| Arbitro: | Zennaro (Genova) |

|                  |           |  |
| Gallo 44’ (rig.) | Marcatori |  |

| Arbitro: | Barnabò (Milano) |

|                                    |           |                               |
| Allemandi 14’ (rig.) Tosi 49’, 70’ | Marcatori | 5’ (rig.) Monticone 89’ Gallo |

| Arbitro: | Tradico (Milano) |

|                         |           |             |
| Aycard 70’ Burlando 78’ | Marcatori | 13’ Beccuti |

| Arbitro: | Olivari (Genova) |

|                                  |           |                              |
| Monticone 8’ (rig.) Ferraris 60’ | Marcatori | 15’ (rig.), 45’ Santagostino |

| Arbitro: | Mauro (Milano) |

|                             |           |            |
| Ferraris 8’, 55’ Blando 21’ | Marcatori | 19’ Bonzio |

| Arbitro: | A. Gama (Milano) |

|                                     |           |            |
| Perin 12’, 29’ Della Valle 40’, 43’ | Marcatori | 64’ Grabbi |

#### Girone di ritorno
| Arbitro: | Bistoletti (Milano) |

|                        |           |  |
| Blando 30’ Beccuti 45’ | Marcatori |  |

| Arbitro: | Canestrini (Novara) |

|                                                           |           |  |
| Blando 33’, 65’ Pittaluga 76’ (aut.) Gallo 78’ Grabbi 79’ | Marcatori |  |

| Arbitro: | Livraghi (Milano) |

|            |           |  |
| Cuttin 25’ | Marcatori |  |

| Arbitro: | Gaudenzi (Milano) |

|             |           |  |
| Amadesi 10’ | Marcatori |  |

| Arbitro: | Fries (Milano) |

|                   |           |  |
| Ansermino 3’, 65’ | Marcatori |  |

| Arbitro: | Cattaneo (Milano) |

|  |           |            |
|  | Marcatori | 80’ Blando |

| Arbitro: | Dani (Genova) |

|            |           |  |
| Blando 20’ | Marcatori |  |

| Arbitro: | Bistoletti (Milano) |

|             |           |           |
| Giriodi 54’ | Marcatori | 88’ Leale |

| Milano 22 aprile 1923, ore 15:00 CET 20ª giornata | Milan            | 0 – 0 referto | Juventus | Campo di viale Lombardia\| Arbitro: \| Zennaro (Genova) \| |
| Arbitro:                                          | Zennaro (Genova) |               |          |                                                            |

| Arbitro: | Katz (Parma) |

|            |           |  |
| Bodini 25’ | Marcatori |  |

| Arbitro: | Olivari (Genova) |

|                                |           |               |
| Blando 30’ Genovesi 33’ (aut.) | Marcatori | 2’, 20’ Perin |

## Statistiche

### Statistiche di squadra
| Competizione               | Punti | In casa | In casa | In casa | In casa | In casa | In casa | In trasferta | In trasferta | In trasferta | In trasferta | In trasferta | In trasferta | Totale | Totale | Totale | Totale | Totale | Totale | DR |
| Competizione               | Punti | G       | V       | N       | P       | Gf      | Gs      | G            | V            | N            | P            | Gf           | Gs           | G      | V      | N      | P      | Gf     | Gs     | DR |
| -------------------------- | ----- | ------- | ------- | ------- | ------- | ------- | ------- | ------------ | ------------ | ------------ | ------------ | ------------ | ------------ | ------ | ------ | ------ | ------ | ------ | ------ | -- |
| Prima Divisione - girone B | 25    | 11      | .       | .       | .       | ..      | ..      | 11           | .            | .            | .            | ..           | ..           | 22     | 10     | 5      | 7      | 21     | 23     | +2 |

### Statistiche dei giocatori
| Giocatore      | Campionato | Campionato |
| Giocatore      | Presenze   | Reti       |
| -------------- | ---------- | ---------- |
| G. Accusani    | 1          | 0          |
| C. Ansermino   | 4          | 2          |
| G. Barale (II) | 10         | 0          |
| E. Barucco     | 1          | 0          |
| R. Beccuti     | 19         | 2          |
| C. Bigatto (I) | 20         | 0          |
| F. Blando      | 20         | 12         |
| A. Bruna       | 22         | 0          |
| G. Combi       | 21         | 0          |
| L. Ferrero     | 1          | 0          |
| P. Ferraris    | 16         | 6          |
| G. Gallo       | 21         | 3          |
| G. Gianfardoni | 1          | 0          |
| G. Giriodi     | 16         | 1          |
| P. Gilli       | 1          | 2          |
| G. Grabbi      | 11         | 1          |
| G. Marchi (II) | 1          | 0          |
| A. Mazza (II)  | 1          | 0          |
| G. Monticone   | 22         | 2          |
| F. Munerati    | 1          | 0          |
| O. Novo        | 20         | 0          |
| C. Sereno      | 13         | 0          |
| A. Valenzano   | 1          | 0          |